# Mauro Maria Morfino
Mauro Maria Morfino SDB (ur. 23 marca 1958 w Arborea) – włoski duchowny katolicki, biskup Alghero-Bosa od 2011.

## Życiorys
Święcenia kapłańskie otrzymał 19 lipca 1986 w zgromadzeniu salezjanów. Przez wiele lat pracował na Papieskim Wydziale Teologicznym Sardynii, a w latach 1998–2006 był jego wiceprzewodniczącym. Był także m.in. ojcem duchownym regionalnego seminarium.
31 stycznia 2011 papież Benedykt XVI mianował go ordynariuszem diecezji Alghero-Bosa. Sakry biskupiej udzielił mu 3 kwietnia 2011 Sekretarz Stanu - kardynał Tarcisio Bertone.